# 努尔兰·奥耶斯巴耶夫
努尔兰·萨特巴尔季耶维奇·奥耶斯巴耶夫（羅馬化：Nūrlan Satybaldyūly Äuesbaev、發音：[no̙ɾɫɑn sɑtɯbɑɫdɯo̙ɫə æwʲes.bɑjəf]；1957年5月5日—），哈萨克斯坦政治人物，自2021年起担任国家社会民主党阿斯塔纳分部负责人，并在2022年哈薩克總統選舉中被该党推举为候选人。

## 生平
1957年5月5日，奥耶斯巴耶夫出生在苏联哈萨克苏维埃社会主义共和国的南哈萨克斯坦州（今突厥斯坦州），拥有高等学历，毕业于阿乌埃佐夫南哈萨克斯坦大学，后移居阿斯塔纳，曾长年在政府机关部门任职。
2021年，他被任命为国家社会民主党阿斯塔纳分部主席。2022年10月1日，国家社会民主党第19届党派代表大会上，奥耶斯巴耶夫经过与会代表讨论提名为2022年的非例行总统大选的候选人。